# Caldisphaera
A Caldisphaera egy Archaea nem a Caldisphaeraceae családban. Az archeák – ősbaktériumok – egysejtű, sejtmag nélküli prokarióta szervezetek. Két faja van: C. dracosis, és C. lagunensis.